# Ouvrage Simserhof

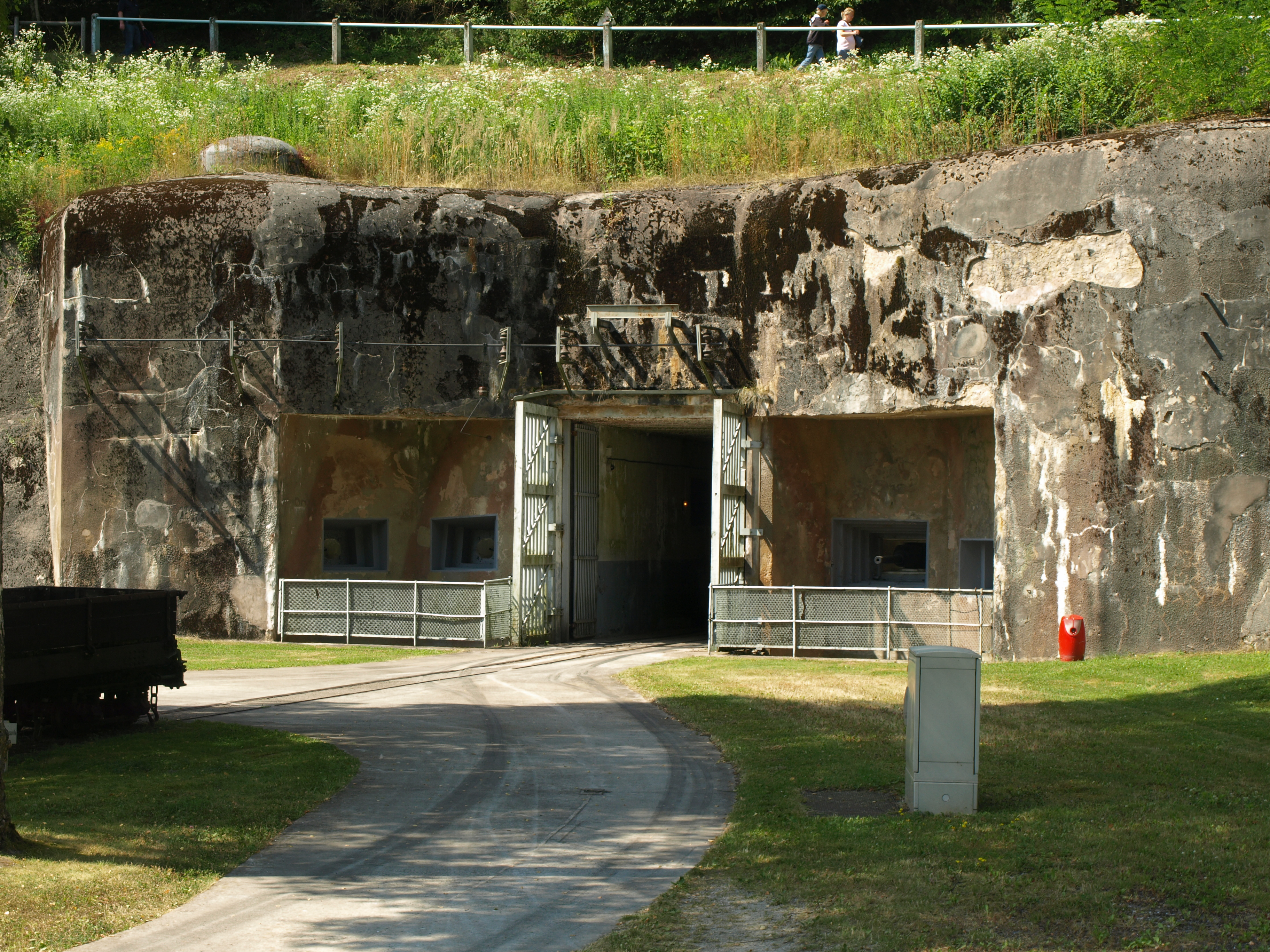
Ingang munitieopslag Ouvrage Simserhof

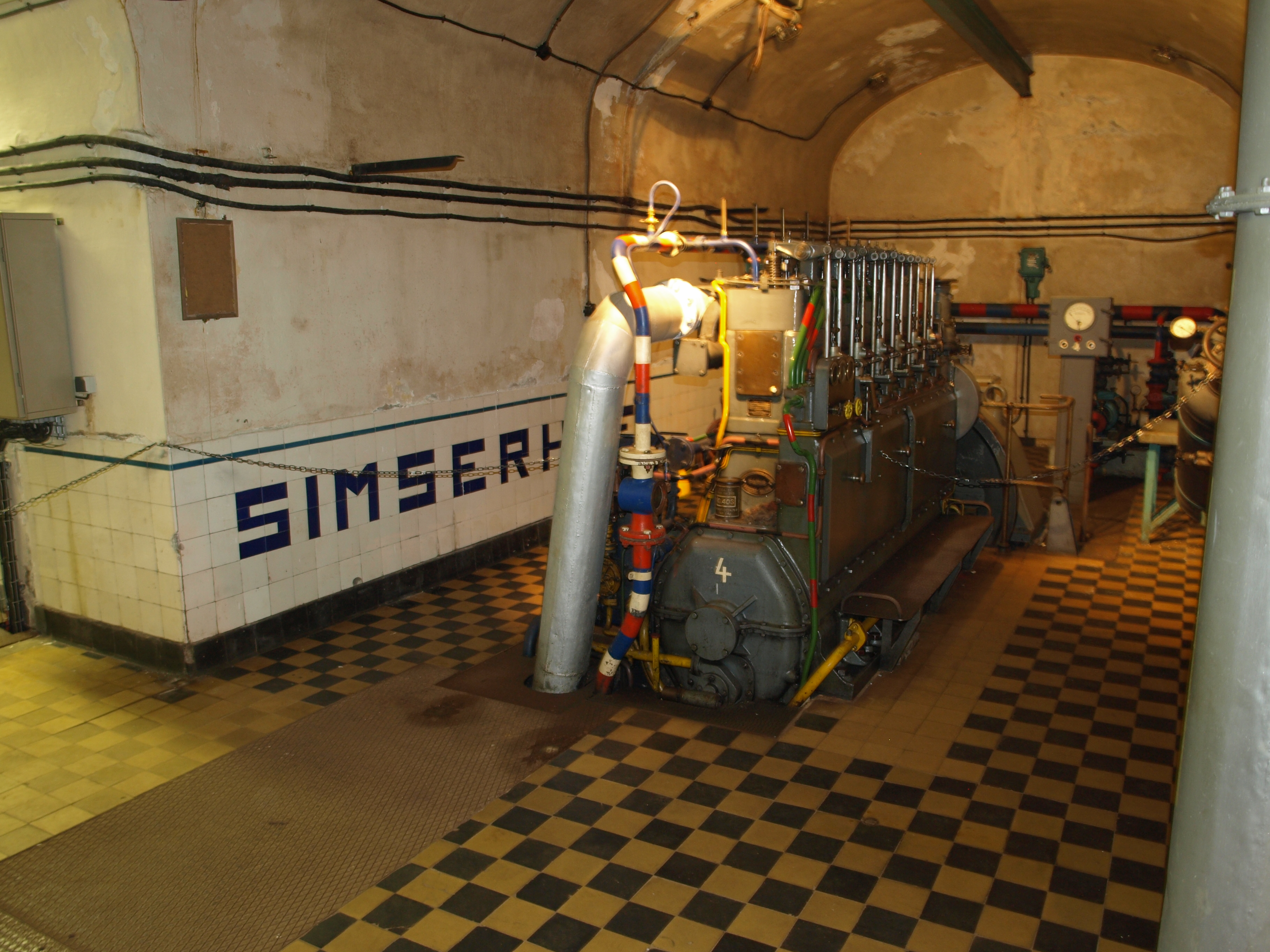
Een van de dieselmotoren in het fort

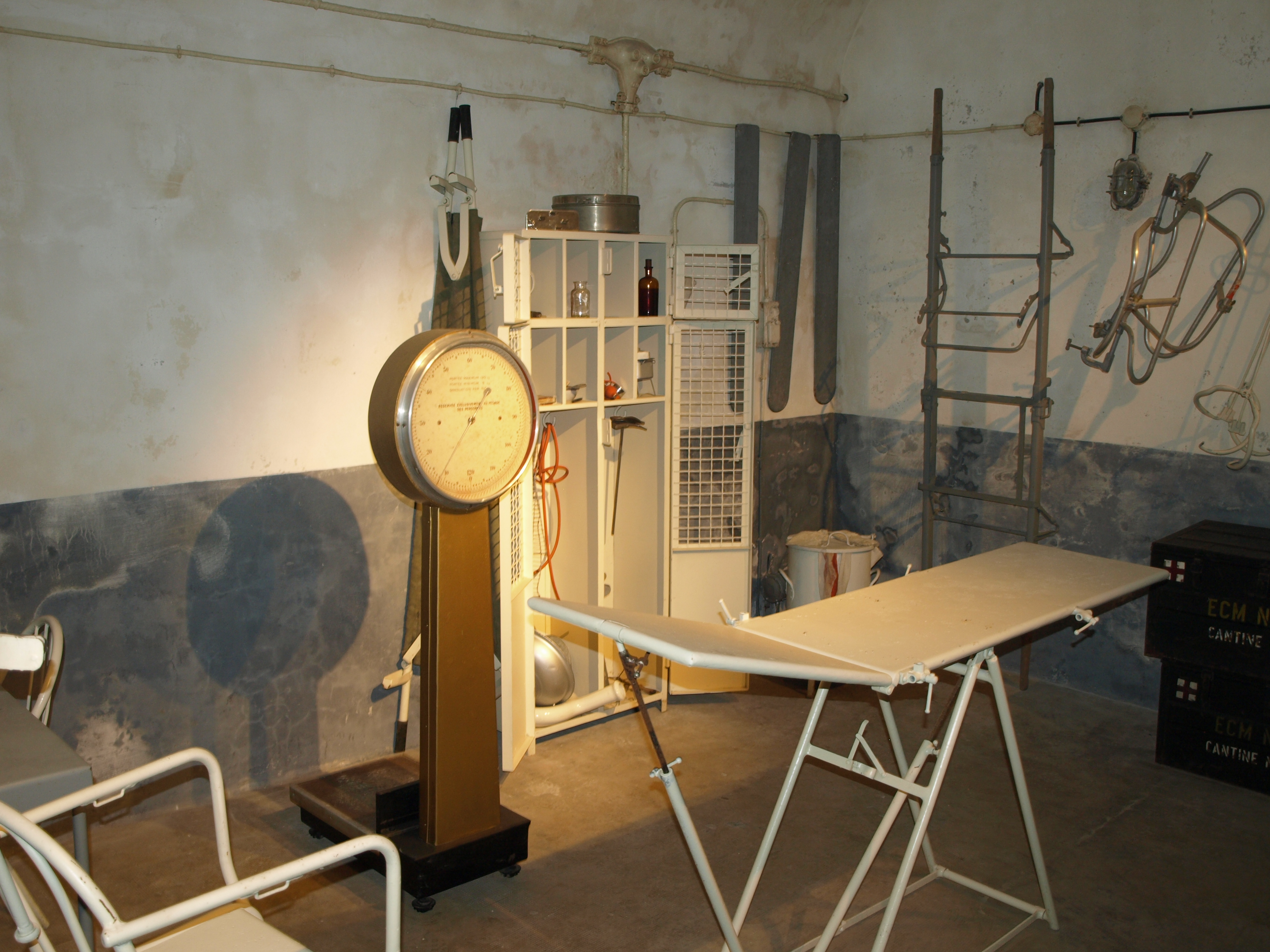
Onderzoeksruimte voor de arts

Ouvrage Simserhof is een van de grote vestingwerken (gros ouvrage) van de Maginotlinie. Het bevindt zich op ongeveer 4 kilometer ten westen van Bitche in het departement Moezel bij het dorp Siersthal. Het ouvrage maakt deel uit van de verdedigingssector van Rohrbach.
Het fort is vernoemd naar een boerderij die stond op de plaats van het huidige fort. Het is het op drie na grootste fort van de Maginotlinie. De bouw duurde bijna 10 jaar, van 1929 tot en met 1938.  Tijdens de Tweede Wereldoorlog was het fort gemobiliseerd en verbleven zo’n 800 man in het fort. In juni 1940 werden zo’n 13.000 granaten vanuit het fort afgevuurd. Na de val van Frankrijk werd het fort in gebruik genomen door de Duitse leger. De meeste Franse troepen werden opgesloten als krijgsgevangenen, maar een beperkt aantal bleef op het fort achter voor de bediening  en onderhoud van de apparatuur. De Duitsers gebruikten het fort voor de opslag van munitie.
In november 1944 werd het fort door Amerikaanse troepen veroverd. Dit was aanvankelijk van korte duur, want tijdens operatie Nordwind viel het fort weer in Duitse handen. Na de definitieve verovering in maart 1945 kwam het fort weer in handen van het Franse leger. Veel oorlogsschade werd hersteld en in de jaren zestig waren er al plannen om van het fort een museum te maken.
Het fort is opengesteld voor het publiek. Bij de munitie-ingang staat een museumwinkel inclusief een klein restaurant. Er worden rondleidingen georganiseerd in het deel van de munitieopslag en de verblijven voor het personeel, waaronder ook de operatiekamer en keukens, en de technische ruimten met machines voor de opwekking van elektriciteit. De acht gevechtsblokken maken geen onderdeel uit van de standaard rondleiding.

## Naslagwerk
- Alain Hohnadel, The Simserhof - a visit to a Maginot ouvrage, een uitgave van het museum